# Vilayet d'Alep
1867–1918
Entités précédentes :
- Eyalet d'Adana
- Eyalet d'Alep
- Eyalet de Dulkadir

Entités suivantes :
- Territoires ennemis occupés
- Province de Kahramanmaraş
- Province de Gaziantep
- Province de Şanlıurfa

Le vilayet d'Alep (en turc osmanli : ولايت حالب (Vilâyet-i Halep) ; en turc moderne : Halep Vilayeti ; en arabe : ولاية حلب) est un vilayet de l'Empire ottoman. Son territoire, aujourd'hui partagé entre la Syrie et la Turquie, comprend le sandjak d'Alexandrette, territoire disputé. Sa capitale est Alep. Créé en 1864, il est occupé pendant la Première Guerre mondiale.

## Histoire

Syrie ottomane en 1900

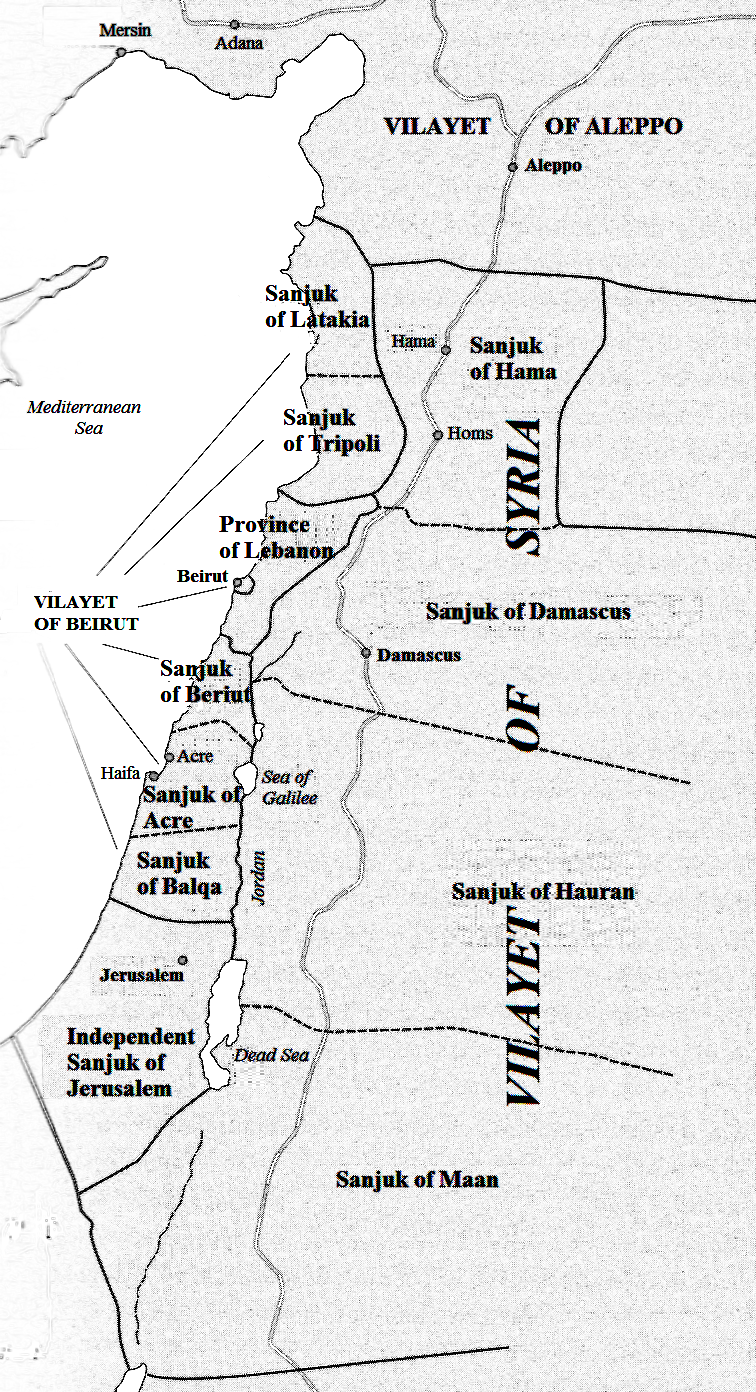
Carte des provinces ou vilayet ottomanes vers 1914 dans le Levant.

Le vilayet est une nouvelle structure administrative créée en 1864 parmi les réformes du Tanzimat, remplaçant l'eyalet ou pachalik d'Alep. Le vilayet d'Alep, subdivision de la Syrie ottomane, comprend l'ancien pachalik d'Alep ainsi que des parties des pachaliks d'Adana et de Dulkadir. Adana en est détaché en 1869 pour former le vilayet d'Adana.
Au début du XXe siècle, le vilayet d'Alep a une superficie de 78 490 km2. Le recensement de 1885, publié en 1908, estime sa population à 1 500 000 d'habitants avec une large incertitude. Il comprend alors les six sandjaks d'Alep, Antep (Gaziantep), Mont Siméon, Maraş (Kahramanmraş), Urfa (Şanlıurfa) et Zor (Deir ez-Zor), ce dernier détaché du vilayet de Bagdad en 1876.
Pendant les massacres hamidiens, la population arménienne de Zeytoun (actuelle Süleymanlı près de Kahramanmraş) prend les armes pour se défendre ; la révolte de Zeïtoun (1895-1896) (en), faisant suite à celle de 1862, s'achève grâce à la médiation des puissances européennes.
Pour des raisons économiques et stratégiques, l'Empire ottoman entreprend de créer un réseau ferroviaire en Syrie. La ligne de Rayak à Alep, construite par la compagnie française du Chemin de fer Damas-Hama et prolongements, atteint Alep en 1906 ; le chemin de fer Berlin-Bagdad, à partir de 1915, relie Alep à Constantinople par le chemin de fer transanatolien (en) et, de l'autre côté, va jusqu'à Bagdad.
La Syrie ottomane était réputée pour la qualité de son coton et c'est de là que Méhémet Ali, en 1821, fait venir des cultivateurs pour améliorer la qualité de la production en Égypte. Cependant, la production décline à la fin du siècle, alors qu'elle se développe en Cilicie. Au début du XXe siècle, elle ne subsiste plus que dans les districts de Maraş, Aintab et Kilis, particulièreet autour d'Idlib : entre 1904 et 1913, le vilayet produit entre 12 000 et 18 000 balles de 100 kg de coton par an.
Pendant la Première Guerre mondiale en Orient, le vilayet d'Alep sert de base arrière aux armées ottomanes engagées au sud dans la campagne de Suez et de Palestine et au sud-est dans la campagne de Mésopotamie. De juillet à septembre 1915, un groupe d'insurgés arméniens résiste à l'armée ottomane au Musa Dagh près d'Iskenderun avant d'être évacués par la marine française.
Les accords Sykes-Picot, signés en secret en 1916, prévoient le partage de la Syrie entre les Britanniques et les Français, ces derniers obtenant la totalité du vilayet d'Alep. En 1918, la région est conquise par les forces britanniques du général Edmund Allenby, alliées à l'armée arabe du chérif Fayçal, qui remportent la bataille d'Alep (1918) et s'emparent de la ville les 25-26 octobre.
Du 8 mars au 14 juillet 1920, le vilayet d'Alep fait partie du royaume arabe de Syrie, proclamé par les nationalistes arabes et comprenant les vilayets de Syrie et de Beyrouth et le sandjak de Deir ez-Zor. Ce royaume est supprimé par l'armée française du général Gouraud qui établit un État d'Alep sous tutelle française, partie du mandat français au Levant. Les régions turcophones du nord du vilayet, autour de Maraş, Antep et Urfa, sont ensuite disputées entre les Français, appuyés par la Légion arménienne, et les nationalistes turcs pendant la campagne de Cilicie qui prend fin le 14 octobre 1921, laissant ces territoires à la Turquie.

## Subdivisions
Vers 1876, le vilayet d'Alep comprenait les subdivisions suivantes :
1. Sandjak d'Alep : kazas d'Alep, Iskenderun, Antakya, Belen, Idlib, Al-Bab et Jisr al-Choghour
2. Sandjak d'Antep : kazas d'Antep, Kilis et Rumkale
3. Sandjak de Mont Siméon : kazas de Mont Siméon, Ma'arrat al-Numan et Manbij
4. Sandjak de Maraş : kazas de Kahramanmaraş, Pazarcık, Elbistan, Süleymanlı et Göksun
5. Sandjak d'Urfa : kazas d'Urfa, Birecik, Nizip, Suruç, Harran et Ar-Raqqah
6. Sandjak de Zor : kazas de Deir ez-Zor et Ras al-Ayn

## Gouverneurs
- février 1863 - janvier 1866 : Mustafa Süreyya Pasha (1er mandat)
- janvier 1866 - février 1868 : Ahmed Çevdet Pasha
- mai 1868 – janvier 1869 : Rashid Nashid Pasha
- janvier 1869 - janvier 1872 : Lofçali Ibrahim Dervish Pasha
- janvier 1872 - juin 1872 : Mustafa Süreyya Pasha (2e mandat)
- juin 1872 - mai 1873 : Haci Ali Pasha Kütahyali
- mai 1873 - juin 1874 : Babanli Ahmed Pasha
- décembre 1874 - mars 1875 : Hasan Samih Pasha
- mars 1875 – juin 1876 : Sakizli Esad Muhlis Pasha
- juin 1876 - février 1878 : Kartalli Mehmed Emin Pasha
- février 1878 - mars 1879 : Kibrizli Mehemet Kamil Pasha
- mars 1879 - septembre 1879 : Abdullah Ghâlib Pasha
- septembre 1879 - janvier 1881 : Ingiliz Mehemet Said Pasha
- janvier 1881 - décembre 1886 : Çemil Huseyin Pasha
- décembre 1886 - octobre 1887 : Topal Osman Nuri Pasha (1er mandat)
- octobre 1887 - mars 1890 : Hasan Haqqi Pasha (1er mandat)
- mars 1890 - décembre 1892 : Yenisehirli Arif Pasha
- décembre 1892 - juin 1894 : Topal Osman Nuri Pasha (2e mandat)
- juin 1894 – novembre 1895 : Hasan Haqqi Pasha (2e mandat)
- novembre 1895 - janvier 1896 : Mustafa Zihni Pasha
- janvier 1896 - juillet 1900 : Köseraif Mehemet Raif Pasha
- juillet 1900 - septembre 1902 : Enis Pasha
- septembre 1902 – août 1904 : Mecid Efendi (suppléant)
- août 1904 – août 1905 : Osman Kazim Pasha
- août 1905 - septembre 1906 : Mehemet Nazim Pasha
- septembre 1908 - septembre 1909 : Ahmed Reshid Pasha
- septembre 1909 - août 1910 : Fahri Pasha
- août 1910 - juillet 1911 : Kadri Huseyin Kazim Bey
- juillet 1911 - juin 1912 : Ali Mazhar Bey
- juin 1912 - août 1912 : Ali Galib Bey
- août 1912 – décembre 1912 : Mustafa Vefiq Pasha
- janvier 1913 - juin 1913 : Ali Münif Bey
- juillet 1913 - juin 1915 : Mehemet Celal Bey
- octobre 1915 - avril 1917 : Renda Mustafa Abdulhaliq Bey (1er mandat)
- avril 1917 - avril 1918 : Tevfik Bey
- juin 1918 - septembre 1918 : Bayindir Mustafa Atif Bey
- septembre 1918 - octobre 1918 : Renda Mustafa Abdulhaliq Bey (2e mandat)